# Петров, Нурислан Иванович
Нурислан Иванович Петров — советский хозяйственный и государственный деятель, лауреат Государственной премии СССР за выдающиеся достижения в труде.

## Биография
Родился в 1948 году в Читинской области. Член КПСС.
В 1967—1970 годах — военнослужащий Советской армии, в 1970—1991 годах — машинист экскаватора, бригадир машинистов экскаватора Харанорского угольного разреза комбината «Востсибуголь» Министерства угольной промышленности СССР.
За успешное внедрение передовых методов добычи топлива был в составе коллектива удостоен Государственной премии СССР за выдающиеся достижения в труде 1981 года.
Депутат Верховного Совета РСФСР 11-го созыва.
Жил в Шерловой Горе.

## Награды
- Орден Трудовой Славы II степени (29.04.1986)
- Орден Трудовой Славы III степени